# Yoake mae yori ruri iro na
Yoake Mae Yori Ruri Iro Na (夜明け前より瑠璃色な, D'un bleu plus profond qu'une aube matinale, 瑠璃色 signifiant couleur Lapis-lazuli) est un eroge de type aventure (au sens nippon du terme) de l'éditeur August (オーガスト). Le titre fut initialement publié sur PC (2005), puis porté sur PlayStation 2 par le studio ARIA (prévu en 2006). Les deux jeux ont pour sous-titre -Brighter than dawning blue- et la version console se voit adjoindre deux scénarios supplémentaires dont l'un pour un personnage secondaire.
Une adaptation animée télévisée, produite par le studio DAUME (童夢, Dōmu), est diffusée au Japon entre octobre et décembre 2006 et s'intitule Yoake Mae Yori Ruri Iro Na -Crescent　Love- (夜明け前より瑠璃色な　-Crescent　Love-). Cette diffusion fait suite à la série Tsuki wa Higashi ni Hi wa Nishi ni ~Operation Sanctuary~ (月は東に日は西に～Operation Sanctuary～), une autre adaptation d'un jeu publié par August.
Au rang des produits dérivés, on compte une série de romans en sept tomes écrite par Tasuku Saiga (雑賀 匡, Saiga Tasuku)) et illustrée par Bekkankō (べっかんこう), plusieurs CD audio doublés par des seiyū ainsi qu'une compilation audio de trois disques compact, Yoake Mae Yori Ruri Iro Na" ongakuhen -Lunar Passport (夜明け前より瑠璃色な」音楽集 -Lunar Passport-), regroupant l'ensemble des musiques de fond et chansons contenues dans le jeu PC.

## Synopsis
La Lune a enfin été colonisée. De nombreuses années ont passé. La Terre et la Lune ont fini par couper les ponts et les hostilités entre les deux nouvelles « nations » ont engendré la « Guerre d'Œdipe » qui fut terriblement sanglante.
 L'histoire de Yoake Mae Yori Ruri Ira Na commence durant une période fragile de paix entre les deux royaumes.
 La princesse du Royaume du Cercle Lunaire, Feena descend incognito sur Terre pour en apprendre plus sur les Terriens et ainsi améliorer les rapports entre les deux peuples.
 Elle loge donc avec sa bonne dans une maison où elle rencontre Tatsuya. Commence alors une comédie romantique plus ou moins de type « harem ».

## Personnages
Feena Fam Earthlight (フィーナ·ファム·アーシュライト, Fīna Famu Āshuraito)
Princesse de Royaume de la Sphère (ou du Cercle Lunaire), elle est la digne fille de sa mère Cephilia qu'elle rêve d'égaler, et porte sa volonté de voir la paix entre les deux royaumes. Elle vient sur Terre pour en apprendre plus sur les Terriens afin d'améliorer les relations entre les deux pays, mais aussi pour poursuivre ses études dans un environnement différent. Dès son plus jeune âge, elle était très attirée par la Terre.
Tatsuya Asagiri (朝霧 達哉, Asagiri Tatsuya)
À l'inverse (ou comme?) Feena, son rêve est d'aller sur la Lune depuis tout petit, cet astre lumineux l'ayant toujours attiré, mais il n'en a pas encore eu l'occasion. Du coup, il en apprend le plus possible sur le satellite pour s'y préparer en étudiant à l'académie Catherina. Il est le personnage masculin principal.
Natsuki Takamizawa (鷹見沢 菜月, Takamizawa Natsuki)
Amie d'enfance et camarade de classe de Tatsuya. Elle travaille avec lui au Trattoria Samon.
Sayaka Hozumi (穂積 さやか, Hozumi Sayaka)
Tutrice de Tatsuya et secrétaire de la présidente des Nations unies. Elle joue plus ou moins le rôle de la mère et soutient les idées de la présidente.
Bridget Amber
Présidente du conseil des Nations unies, elle recherche un rapport pacifique avec la Lune.
Karen Clavius (カレン·クラヴィウス, Karen Kuraviusu)
Ambassadrice militaire du Royaume du Cercle Lunaire, elle est très stricte et suit ses convictions jusqu'au bout. On ne sait pas si elle est pacifiste ou agressive.
Samon Takamizawa (鷹見沢 左門, Takamizawa Samon)
Patron du Trattoria Samon et père de Natsuki et Jin.
Jin Takamizawa (鷹見沢 仁, Takamizawa Jin)
Frère de Natsuki, il travaille au Trattoria Samon. Il a tendance à passer à travers la vitre du restaurant propulsé par sa sœur qu'il taquine. Il est dragueur et le principal élément comique dans l'histoire.
Mia Clementis (ミア·クレメンティス, Mia Kurementisu)
C'est la femme de chambre de Feena, elle lui est entièrement dévouée et adore nettoyer.
Mai Asagiri (朝霧 麻衣, Asagiri Mai)
Petite-sœur de Tatsuya et meneuse officielle des flûtistes de l'académie Catherina.
Lyones theo Earthlight (ライオネス·テオ·アーシュライト, Raionesu Teo Āshuraito)
Père de Feena et roi de la Lune. Il est mitigé sur la politique à mener envers la Terre car il subit la pression des différents partis de la Lune.
Jürgen von Klügel (ユルゲン·フォン·クリューゲル, Yurugen fon Kuryūgeru)
Grand méchant de l'histoire et promis à Feena. Il déteste la Terre et fera tout pour que la paix ne reste qu'un rêve.
Takeshi Takano (高野 武, Takano Takeshi)
Célèbre photographe seul à avoir approuvé le séjour de la Princesse sur la Terre. Il est aussi une vieille connaissance de celle-ci et de sa mère dont il fit une très importante biographie ainsi que celle de sa grand-mère. Il est maître en Kendô, dans l'art de se faufiler partout et de prendre les dessous de la Princesse en photo.
Wreathlit Noel (リースリット·ノエル, Rīsuritto Noeru)
Porteuse de la mémoire de la "Guerre d'Œdipe", elle cherche à empêcher toute relation poussée entre Feena et les Terriens.
Midori Tōyama (遠山 翠, Midori Tōyama)
Amis avec Tatsuya depuis la première année de lycée, membre des flutistes, meneuse des clarinettistes. Tatsuya ne lui pince pas le nez ce qui la frustre. Elle est très énergique.
Cephilia Fam Earthlight (セフィリア·ファム·アーシュライト, Sefiria Famu Āshuraito)
Mère de Feena qui était extrêmement pacifiste et une très bonne princesse.
Chiharu Asagiri
Père de Tatsuya, c'est lui qui permit à Lyones d'aborder Cephilia et ainsi de devenir Roi malgré ses origines. C'est une sorte d'Indiana Jones des temps modernes.
Oliva
Grand-mère de Feena.

## Liste des épisodes
Épisode 01: Une princesse va séjourner ici ?

Épisode 02: La princesse est une étudiante de marque !

Épisode 03: La princesse et sa démonstration culinaire !

Épisode 04: La princesse va se battre !

Épisode 05: La princesse et les Chroniques de l'île déserte !

Épisode 06: La princesse ne doit pas aimer !

Épisode 07: Le Fiancé de la princesse. 

Épisode 08: Sous ce ciel bleu, avec la princesse...

Épisode 09: Une ombre s'approche de la princesse! 

Épisode 10: La Princesse Ailée. 

Épisode 11: Tenir la main de la Princesse. 

Épisode 12: Ensemble avec la Princesse...